# Aidan Hawken
Aidan Hawken (geboren San Anselmo, 5 november 1975) is een Amerikaans zanger en songwriter van alternatieve rockmuziek. Hij is de ex-frontman van Highwater Rising.
Hawken bracht in 2005 zijn eerste solo-album uit, getiteld Pillows & Records. In juni 2008 volgde zijn tweede plaat The Sleep of Trees.
Hawken schreef verschillende nummers die gebruikt zijn in televisieseries als The O.C., Sex and the City, North Shore, Boston Public, Summerland en One Tree Hill. Hij zong het openingsnummer Little Boxes in de zesde aflevering van het tweede seizoen van Weeds.